# Gomphandra serrata
Gomphandra serrata là một loài thực vật có hoa trong họ Stemonuraceae. Loài này được King & Prain mô tả khoa học đầu tiên năm 1900.